# Front (Ozeanographie)

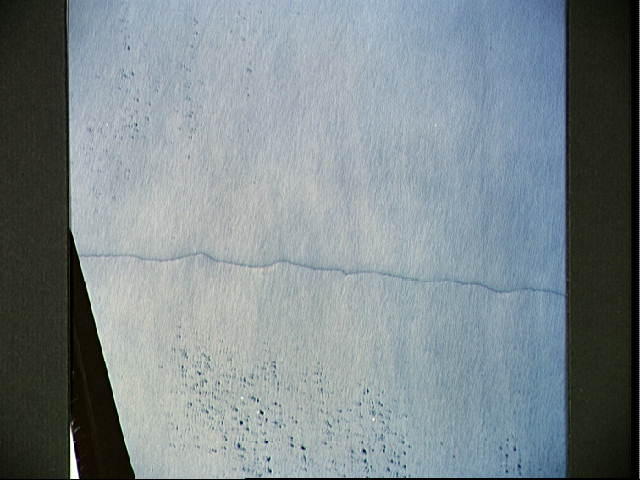
Satellitenaufnahme der pazifischen „Weißen Linie“, einer Auftriebsfront vor der Küste Kaliforniens

Eine ozeanische Front, auch Meeresfront, ist eine langgezogene, schmale Übergangszone im Meer, vor allem an der Meeresoberfläche, in der die horizontalen Gradienten physikalischer, chemischer oder biologischer Eigenschaften besonders groß sind. Das heißt, dass sich innerhalb einer Front über eine relativ kurze Strecke Eigenschaften des Meeres, wie Temperatur, Salzgehalt oder Nährstoffreichtum, stark ändern, während außerhalb der Front kaum Änderungen dieser Eigenschaften zu verzeichnen sind – die Front trennt verschieden geartete Wassermassen. Nach der ozeanographischen Größe, die sich mit der Front ändert, ist eine thermische Front eine Übergangszone mit großem Temperaturgradienten, eine haline Front eine mit großem Salinitätsgradienten.
Meeresfronten können Längen von hunderten Metern bis tausenden Kilometern und Breiten von weniger als 100 m bis 2 km aufweisen. In vielen Fällen reichen sie mehrere hundert Meter in die Tiefe, in einzelnen auch bis zu 2000 m. Fronten sind oft kurzlebige Erscheinungen, viele dauern jedoch saisonal an und treten immer wieder an ähnlicher Stelle auf. Manche sind ganzjährige Phänomene.
Fronten hängen eng mit Strömungsmustern zusammen, Strömungen entlang von Fronten sind für den größten Teil des Wasser-, Wärme- und Salztransports in den Meeren verantwortlich. Meteorologische Parameter wie Lufttemperatur oder Verdunstung ändern sich oft drastisch entlang ozeanischer thermischer Fronten. In arktischen Gewässern ist oft dies- und jenseits einer Front eine unterschiedliche Meereisbedeckung zu beobachten.
Ozeanische Fronten lassen sich nach dem Prozess ihrer Entstehung (Frontogenese) klassifizieren:

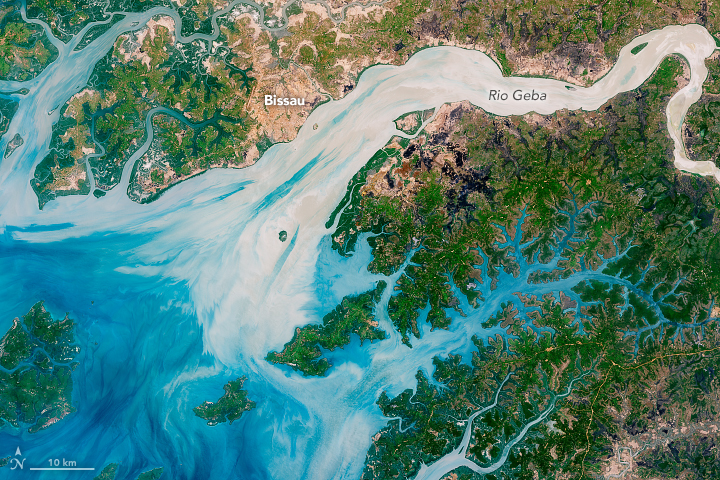
Satellitenaufnahme des Rio-Geba-Mündungsgebiets (Guinea-Bissau), mit ästuarischen Fronten

- Ästuarische Fronten bilden sich zwischen dem salzigen Meerwasser und den salzarmen Wassermassen, die ein Fluss in das Mündungsgebiet führt. Neben diesem Salinitätsgradienten gibt es oft große Gradienten der Wassertemperatur oder der Trübung (Turbidität) aufgrund der vom Flusswasser mitgeführten Schwebstoffe. Die Wassermassen und die Fronten zwischen ihnen sind in einigen Fällen sogar auf Satellitenbildern an ihrer unterschiedlichen Färbung erkennbar. Größere ästuarische Fronten gibt es beispielsweise an den Mündungen des Amazonas, Rio de la Plata, des Jangtse oder in der Chesapeake Bay.
- Schelf-Fronten sind Erscheinungen im flachen Schelfmeer, deutlich vor der Schelfkante, zwischen einander entgegengerichteten küstennahen und -ferneren Strömungen. Sie können zum Beispiel an untermeerischen Terrassen entstehen, wie in der Beringsee.
- Fronten entstehen am Rand von Zonen, in denen die Gezeiten die gesamte Wassersäule bis zum Meeresboden vertikal durchmischen und so mit Trübstoffen anreichern (tidal mixing fronts). Typischerweise sind diese Zonen 50 m, höchstens 100 m tief. Das Wasser außerhalb dieser Zone bleibt hingegen vertikal stratifiziert. Diese Erscheinung kann sowohl in Schelfmeeren, als auch in den flachen Gewässern um Inseln oder Bänken auftreten.
- Schelfrandfronten trennen das Flachmeer über dem Kontinentalschelf von der Tiefsee, entsprechend den Meeresströmungen, die typischerweise entlang der Schelfkanten verlaufen.
- Küstennahe Auftriebsfronten sind das Grenzband zwischen dem aus der Tiefe aufsteigenden Wasser, das meist kühl und nährstoffreich ist, und schon vorhandenem Oberflächenwasser.
- Äquatoriale Auftriebsfronten entwickeln sich, wo die Corioliskraft eine Divergenzzone zwischen dem nach Süden und nach Norden abgelenkten Wassermassen schafft. Solche Fronten gibt es im zentralen und östlichen Pazifik und im Atlantik.
- Fronten an den großen westlichen Randströmen, wie dem Golfstrom oder dem Agulhasstrom, sind besonders ausgeprägt und tief, sie erreichen Längen von tausenden Kilometern. Sie sind gekennzeichnet durch das mit den Strömen in höhere Breiten transportierte salzige warme Wasser aus den Tropen.
- Subtropenfronten bilden sich in winderzeugten Konvergenzzonen, wo durch den Ekman-Transport Wasser verschiedener Temperatur zusammengetrieben wird. Sie gibt es auf der Nordhemisphäre in der Sargassosee und im Nordpazifik, auf der Südhemisphäre im südlichen Pazifik, Atlantik und Indischen Ozean.
- Fronten an Eisrändern hängen mit der Bildung des Meereises zusammen: Gefriert Meerwasser, verbleibt das Salz im Meerwasser (brine rejection) und es kommt zu haliner Konvektion des salzreichen, dichteren Wassers. Schmilzt das Meereis, entsteht ebenfalls eine Salinitätsfront zwischen dem salzarmen Schmelzwasser und dem Umgebungswasser. Durch die Absorption der Sonnenstrahlung im offenen Wasser kommt es zudem zu Temperaturunterschieden an der Meeresoberfläche und somit thermalen Fronten.
- Im Südpolarmeer gibt es große Fronten entlang des Antarktischen Zirkumpolarstroms. Am antarktischen Schelfhang wird eine Front beobachtet, die einer Schelfrandfront ähnelt, aber zugleich auch stark von den katabatischen Winden des antarktischen Eisschildes beeinflusst wird.
- Die thermische Grenze, wo die Thermokline, d. h. die Sprungschicht zwischen warmem oberflächennahem Wasser und der Kaltwassersphäre, die Meeresoberfläche erreicht, wird Polarfront genannt. Die Polarfront liegt bei etwa 60 °N.[6]

Für die paläoklimatische Interpretation von Sedimentbohrkernen ist die Kenntnis früherer Frontverläufe wichtig, um Unterschiede in den Sedimentfrachten, die mit den Strömungen entlang der Fronten transportiert werden, berücksichtigen zu können. Neben Sedimenten können in moderner Zeit auch Schadstoffe und Müll mitgeführt werden; an konvergenten Fronten, wo sich Wasser an der Front aufeinander zubewegt und in die Tiefe sinkt, kann es zu hohen Konzentrationen von Schadstoffen kommen. Ozeanische Fronten sind oft auch biogeographische Übergangszonen mit großer Produktivität, die für die Fischerei Bedeutung als ergiebige Fanggründe haben. Sonarsignale werden von Fronten beeinflusst. Bei der Planung von Schiffsrouten spielen sie ebenfalls eine Rolle.